# 요시즈미 코즈에
요시즈미 코즈에(일본어: 吉住 梢 よしずみ こずえ[*], 1979년 9월 7일 ~ )는 일본의 성우. 도쿄도 출신. 아트비전 소속.

## 주요 출연작

### 애니메이션
- 1998년
  - 아키하바라 전뇌조 - 사쿠라죠스이 스즈메
  - 포톤 - 코로쨩
- 1999년
  - 마법을 쓰고 싶어! - 나오미
  - 에덴즈 보위 - 사쿠라
  - KAIKAN 프레이즈 - 유코
- 2000년
  - 부기팝은 웃지 않는다 Boogiepop Phantom - 타카이 리에
- 2001년
  - 진 샤프트 - 나타샤
- 2002년
  - 내일의 유키노죠 - 코마츠바라 타에코
  - Happy World! - 카나코
- 2003년
  - 그대가 바라는 영원 - 타마노 마유
  - 미즈이로 - 신도우 무츠키
- 2004년
  - 아카네 매니악스 - 타마노 마유
  - 폭렬천사 - 셜리
  - 하나우쿄 메이드대 La Verite - 레몬
  - 후타코이 - 치구사 우이
- 2005년
  - 라임색 류기담 X Cross - 나베시마 아야
  - 후타코이 얼터너티브 - 치구사 우이
- 2006년
  - 공주님 조심하세요 - 미스즈 아오이
  - 귀공자 엔마 - 아유카와 아유
  - 그대가 바라는 영원 넥스트 시즌 - 타마노 마유
  - 아유마유 극장 - 타마노 마유
  - 오란고교 호스트부 - 호샤쿠지 렌게
- 2007년
  - 꼬마여신 카린 - 카라스마 히메카, 카라스마 리카
  - 도쿄마인학원 검풍첩 龖 - 히라사카 사야
- 2009년
  - 전파적 그녀 - 오치바나 히카루
  - 진 연희무쌍 - 장량
  - DARKER THAN BLACK -유성의 제미니- - 사와사키 요코
- 2010년
  - 아이☆캔 - 토도 미유
  - 진 연희무쌍 소녀대란 - 장량
- 2012년
  - 금단의 병동 - 카츠라 린네
  - 마브러브 얼터너티브 토탈 이클립스 - 코부인 유우히

### 게임
- 1994년
  - 영웅지원 GAL ACT HEROISM - 코즈에
- 1997년
  - 뱀파이어 세이버 - 에밀리
- 1998년
  - 도쿄마인학원 검풍첩 - 히라사카 사야
- 1999년
  - 러브 앤 디스트로이 - 키키
  - Little Lovers SHE SO GAME - 이케다 카즈에
  - 프린세스 메이커 고고 프린세스 - 멜로디 블루
- 2001년
  - 그대가 바라는 영원 - 타마노 마유
  - 내일의 유키노죠 - 코마츠바라 타에코
  - 미즈이로 - 신도우 무츠키, 신도우 사츠키
- 2002년
  - 가족계획 - 타카야시키 마츠리
  - 도쿄마인학원 외법첩 - 히라사카
- 2003년
  - 네코네코 팬디스크 2 - 에아르
  - 스타오션3 - 클레어 라즈버드
- 2004년
  - 가족계획 ~그리고 또다시 가족계획을~ - 타카야시키 마츠리
  - 다카포 플러스 커뮤니케이션, 다카포 서머 베이케이션 - 코노미야 타마키
  - 도쿄마인학원 외법첩 혈풍록 - 히라사카
  - 라무네 - 사사야 여주인
  - 라이크 라이프 - 아카리, 코바야시 이츠키, 효코, 노부코
  - 라임색 류기담 X Cross - 나베시마 아야
  - 부탁해요 별님 - 타치바나 히비키
- 2005년
  - 소녀는 언니를 사랑한다 - 쥬죠 시온
  - 유・메・쿠・미! - 마키노 마코토
  - 후타마녀 - 코사카 유카
- 2006년
  - 마브러브 얼터너티브 - 코부인 유우히
  - 일곱빛깔★드롭스 - 유키 노나
  - 히다마리 - 사오토메 하루카
  - I/O - 시노즈카 마사미, 시노즈카 마유미
- 2007년
  - 레콘키스타 - 요시모리 마사키
  - 마브러브 얼터드 페이블 - 코부인 유우히
  - 무지개빛 알케미캉 - 쿠즈키 토카
- 2008년
  - 다카포 애프터 시즌즈 - 코노미야 타마키
  - 손에 손 트라이온! - 토쿠라 테마리
  - 진 연희무쌍 - 장량
  - 트윙클 크루세이더즈 - 미사사기 아카네
- 2009년
  - 마법소녀에게 소중한 것 - 뮤드밀라 톨스토이
  - 안티포나의 성가공주 - 리리 도르파, 렌트
  - 이타다키! 랑랑차이나 - 히비노 치유키
  - 절대★마왕 - 사쿠라 유키
- 2010년
  - 다카포 드림 크리스마스 - 코노미야 타마키
  - 에볼리미트 - 타카하시 카즈나
  - 진 연희무쌍 맹장전 - 장량
  - 키사라기 골드★스타 - 하오토네 츠바사
  - 트윙클 크루세이더즈 GoGo! - 미사사기 아카네
- 2011년
  - 태양의 프로미아 - 아마리 나 베므베 베르베르
- 2012년
  - 태양의 프로미아 Flowering Days - 아마리 나 베므베 베르베르
- 2014년
  - 하늘을 나는 양과 한여름의 꽃 - 코노하나미야 코토야
- 2018년
  - 소녀는 언니를 사랑한다 - 세 개의 빛나는 별 - 쥬죠 시온

### 외화
- 프린세스 다이어리 - 라나 토마스(맨디 무어)